# Alfeo (mitología)

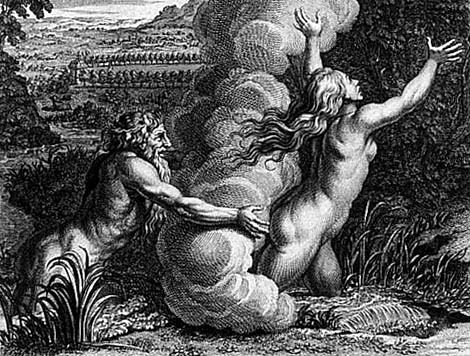
Grabado de Bernard Picart (1673 - 1733) que representa a Alfeo intentando capturar a Aretusa.

En la mitología griega, Alfeo (Ἀλφειός) es uno de los oceánidas, un dios del río homónimo del Peloponeso. Alfeo era hijo de Océano y Tetis, como la mayoría de los ríos.
Según Pausanias Alfeo era un apasionado cazador que se enamoró perdidamente de la ninfa Aretusa, una cazadora del séquito de Artemisa que se había prometido a sí misma permanecer virgen el resto de su vida. Por esto la ninfa rechazó las pretensiones del oceánida y huyó a la isla de Ortigia, cerca de Siracusa. Allí se transformó en la fuente que lleva su nombre, para librarse de su acosador. Alfeo se transformó entonces en el río del Peloponeso, y cuentan que sus aguas se internan en la tierra y viajan hasta Ortigia para unirse a las de su amada.

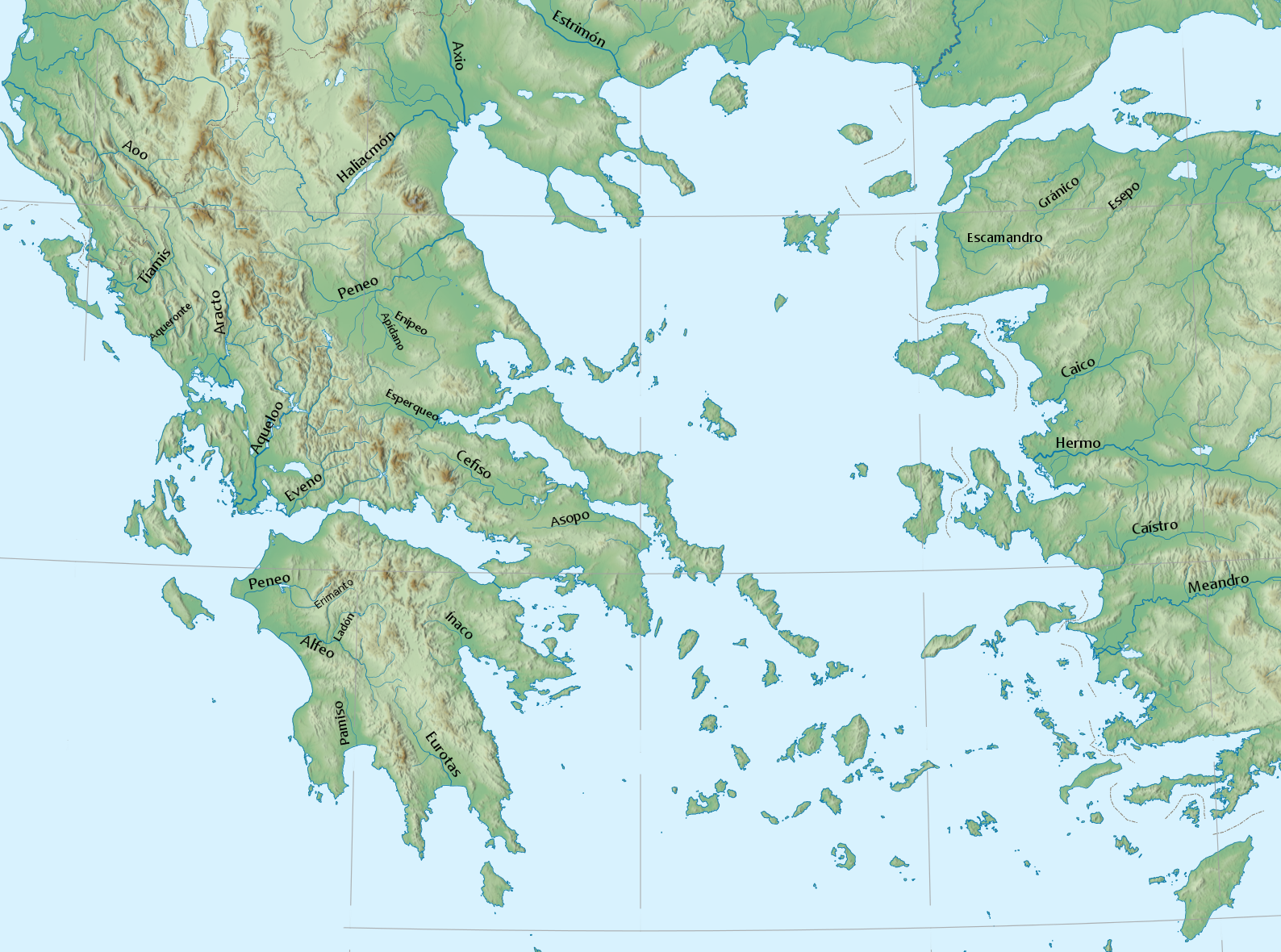
Mapa de los ríos de la Antigua Grecia. Alfeo personificaba al río de su mismo nombre, que discurre por el Peloponeso y desemboca en el mar Jónico.

Ovidio ofrece otra versión según la cual Alfeo era un río de Arcadia donde se bañaba Aretusa que, sorprendida por el dios, huyó corriendo y pidió auxilio a Artemisa. La diosa se apiadó de ella y la convirtió en un manantial que corre bajo tierra hasta la isla de Ortigia. 
Esta historia parece devenir de la creencia popular de que el río Alfeo se comunicaba subterráneamente con las aguas del manantial de Aretusa. De hecho, Estrabón afirmaba que si se arrojaba una copa al Alfeo, aparecería en la fuente de Ortigia.
Otra historia hace de la misma Artemisa el objeto del deseo de Alfeo. El dios-río la persiguió hasta Letrini, donde la diosa se cubrió el rostro con barro y ordenó a las ninfas de su séquito que hicieran lo mismo. Así, Alfeo no pudo distinguir a su amada y, humillado, se retiró. Deja constancia de esta leyenda el que ambos dioses compartían altar en la ciudad de Olimpia.
Plutarco narra una historia sobre este personaje que dista totalmente de las anteriores. Según él, Alfeo era un hijo del dios Helios que mató a su hermano Cércafo en una competición. Desesperado por los remordimientos y acosado por las Erinias, Alfeo se arrojó al río Níctimo, que desde entonces tomó su nombre.

## Familia
Pausanias recoge la tradición mesenia que dice que Telégone engendró con Alfeo a Ortíloco. La propia Telégone era hija de Faris (epónimo de Faris) y nieta de Hermes y Filodamía, la hija de Dánao. Homero alega que el río Alfeo, que riega la tierra de los pilios, engendró a Ortíloco, éste a Diocles y éste a los gemelos Cretón y Orsíloco. En otras versiones Alfeo fue padre de varias hijas, sin mencionarse la consorte. Unos dicen que Melancia era su hija y ésta, unida a Poseidón engendró a Irene. Otro texto, bastante corrupto, dice que Fenisa, hija de Alfión (que se corrige por Alfeo) fue la madre Endimión en su unión con Zeus.

## En la música
- Aretusa, ópera-ballet de André Campra.

- Myhtes (Mity, 1915, para violín y piano), Op. 30, n.°1: La fontaine d'Aretuse (Źródło Aretuzy), de Karol Szymanowski.